# Olpe (Bigge)
Die Olpe bzw. der Olpebach (im Oberlauf auch Altenkleusheimer Bach genannt) ist ein etwa 10,3 km langer, orographisch rechter bzw. östlicher Zufluss der Bigge auf dem Gebiet der Kreisstadt Olpe in Nordrhein-Westfalen.

## Name
Der Name tritt als Olepe 1120 erstmals urkundlich in Erscheinung. Der wahrscheinlich ursprüngliche Name *Alapa setzte sich zusammen aus der germanischen Silbe *al- mit der Bedeutung 'anschwellend, überflutend' und der Endung -apa.

## Geographie

### Verlauf

#### Quelle
Die Olpe entspringt im Südteil des Naturparks Sauerland-Rothaargebirge als Altenkleusheimer Bach. Ihre Quelle befindet sich rund 1,4 km nordöstlich des Dorfs Altenkleusheim, einem östlichen Ortsteil der Kreisstadt Olpe. Sie liegt auf 451 m ü. NHN unmittelbar an einer Kurve der Bundesstraße 54.

#### Oberlauf
Etwa 100 m östlich der Quelle verläuft ein Abschnitt der „Alten Landwehr“ (Kulturdenkmal), rund 200 m unterhalb steht das Umspannwerk Altenkleusheim, an dem die Olpe, die unterhalb ihrer Quelle auch „Altenkleusheimer Bach“ heißt, direkt vorbeifließt.

#### Mittel- und Unterlauf
Nach Durchfließen von Altenkleusheim verläuft die Olpe in nordwestlicher Richtung und erreicht nach Einmünden des von Osten bzw. Neuenkleusheim zufließenden Neuenkleusheimer Bachs das Dorf Stachelau, einen östlichen Stadtteil von Olpe. Dort mündet aus Richtung Osten bzw. Rehringhausen kommend die Ahe (auch „Rehringhausener Bach“ genannt) ein. Im Dorf knickt die Olpe in Richtung Westen ab, um danach durch Lütringhausen zu fließen, einen weiteren Stadtteil Olpes.
Direkt unterhalb Lütringhausens fließt die Olpe durch die Olper Kernstadt, in der linksseitig die Günse einmündet, dies ist einer der letzten größeren Zuflüsse der Olpe.

#### Mündung
Die Olpe mündet in den aus Richtung Süden heran fließenden Lenne-Zufluss Bigge auf 309 m; die Mündung befindet sich unterirdisch unter dem Südteil des Vorparkplatzes des Zentralen Omnibusbahnhofes – ZOB – Olpe.

### Nebenflüsse
Wichtigste Nebenflüsse der Olpe sind der 5,7 km lange Neuenkleusheimer Bach und die Ahe mit einem Einzugsgebiet von 7,302 km². Im Folgenden werden die Nebenflüsse der Olpe genannt, wie sie im Gewässerverzeichnis NRW genannt werden. Die Mündungshöhen wurden aus den Höhenlinien der Deutschen Grundkarte 1:5000 abgeleitet.
Das Einzugsgebiet der Olpe ist 35,93 km² groß. Zu ihren Zuflüssen gehören bachabwärts betrachtet:
| Name                   | Seite  | Länge (km) | Mündungs- höhe (m ü. NHN) | Stat. (km) | EZG (km²) | GKZ       |
| ---------------------- | ------ | ---------- | ------------------------- | ---------- | --------- | --------- |
| Brumicke               | links  | 1,6        | 407                       | 8,768      |           | 276642-12 |
| N.N.                   | rechts | 1,0        | 395                       | 7,923      |           | 276642-14 |
| N.N.                   | links  | 1,5        | 378                       | 6,748      |           | 276642-16 |
| Neuenkleusheimer Bach  | rechts | 5,7        | 350                       | 4,415      | 6,608     | 276642-2  |
| Ahe/Rehringhauser Bach | rechts | 3,9        | 343                       | 3,771      | 7,302     | 276642-4  |
| Günse                  | links  | 5,0        | 317                       | 0,779      | 7,146     | 276642-6  |